# Katja Bühler
Katja Bühler (geboren 1973 in Hamburg) ist eine deutsche Mikrobiologin, Biochemikerin und Hochschullehrerin, die sich im Bereich Biokatalyse auf die Erforschung fotosynthetisch-aktiver Mikroben und deren Anwendung für die Bioökonomie spezialisiert hat. Sie ist Mitglied im Nationalen Wasserstoffrat der Bundesregierung.

## Leben und Wirken
Katja Bühler studierte zwischen 1993 und 1998 Biologie an der Universität Hamburg und schloss mit einem Diplom ab. Im Anschluss promovierte sie zum Dr. rer. nat. an der Technischen Universität Hamburg-Harburg zum Thema „Charakterisierung eines thermostabilen Alkanoxidationssystems“. 2001 bis 2004 forschte sie am Institut für Biotechnologie der Eidgenössischen Technischen Hochschule Zürich. Danach leitete und forschte sie im Bereich „Technische Enzymologie“ am Lehrstuhl für Chemische Biotechnologie an der Technischen Universität Dortmund. Seit 2015 ist sie Inhaberin der Professur für die „Technologie produktiver Biofilme“ am Institut für Naturstofftechnik der Technischen Universität Dresden in gemeinsamer Berufung mit dem Helmholtz-Zentrum für Umweltforschung Leipzig.
Katja Bühler befasst sich wissenschaftlich insbesondere mit Biokatalyse. Sie arbeitet mit fotosynthetisch-aktiven Mikroben und nutzt die natürliche Fotosynthese, um aus Abfallstoffen wieder neue Wertprodukte zu generieren. Hierzu zählt auch die biotechnologische Gewinnung von Wasserstoff mittels Bakterien, sogenannter weißer Wasserstoff. Dieser gilt als Ergänzung zu Herstellungsverfahren von grünem Wasserstoff, der per Elektrolyse auf der Grundlage von Solar- oder Windenergie gebildet wird.
Aufgrund ihrer Expertise hat die Bundesregierung Bühler im Januar 2021 in den Nationalen Wasserstoffrat, ein Beratungsgremium aus Wirtschaft, Wissenschaft und Zivilgesellschaft, welches die Bundesregierung bei dem Ausbau von Wasserstoffenergiespeicherung unterstützt, berufen. Sie folgt auf Maja Göpel. Seit 2025 ist Bühler Mitglied der Sächsischen Akademie der Wissenschaften.
Katja Bühler ist an mehreren Patenten zur Nutzung von Biofilmen beteiligt.

## Publikationen und Aufsätze (Auszug)
- Promotion: Characterization of a thermostable alkane oxidizing system. Technische Universität Hamburg-Harburg, Hamburg 2001.
- Bühler, Schmid: Biopetrochemicals via biocatalysis by hydrocarbon microbes and their enzymes. In Kenneth Timmis Handbook of Hydrocarbon and Lipid Microbiology. Springer, Berlin 2009, ISBN 3-540-77588-9.
- Bühler, Schmid: Catalytic biofilms: a powerful concept for future bioprocesses. In: Lear, Lewis: Microbial biofilms. Current research and applications. Caister Academic Press, Norfolk 2012, ISBN 978-1-904455-96-7.
- Hollmann, K. Bühler, B. Bühler: Oxidation of Alcohols, Aldehydes, and Acids. In Drauz, Gröger, May: Enzyme Catalysis in Organic Synthesis. Wiley-VCH, Weinheim 2012, ISBN 978-3-527-32547-4.
- Karande, Schmid, Bühler: Biopetrochemicals via biocatalysis by hydrocarbon microbes and their enzymes. In: Kenneth Timmis: Handbook of Hydrocarbon and Lipid Microbiology. Springer, Berlin 2017